# Флаг Сабаха
Флаг Сабаха — официальный символ штата Сабах в составе Малайзии.
Флаг утверждён 16 сентября 1988 года. Единственный флаг в мире, который содержит три оттенка синего цвета: королевский синий (силуэт горы), льдистый синий (крыж) и циркониевый синий (верхняя полоса). Силуэт горы в крыже — это гора Кинабалу (4101 м).

## Символика
Пять различных цветов символизируют пять символов штата Сабах.
- Гора Кинабалу символизирует штат Сабах.
- Светлый синий (льдистый) цвет представляет мир и спокойствие.
- Холодный синий (циркониевый) цвет представляет единство и процветание.
- Королевский синий цвет представляет силу и гармонию.
- Белый цвет символизирует чистоту и справедливость.
- Красный цвет представляет мужество и решимость